# Hyper Lode Runner
Hyper Lode Runner är ett Game Boy-spel från Bandai, utgivet i september 1989.

## Handling
Lode Runner skall samla ihop sädhögarna i labyrinten, utan att bli tillfångatagen av robotarna, samt hitta nycklarna till utgången. I stället för att använda vapen gäller det att gräva hål i marken så att robotarna trillar ner. Det går också att bygga egna banor.

### Fotnoter
1. ↑  ”Hyper Lode Runner” (på svenska). Nintendomagasinet (Kungsbacka: Atlantic) (10 1991):  sid. 11 (Power Player). oktober 1991. Läst 15 april 2014.